# 曹言纯
曹言纯（?—?），字种水，一号古香，秀水人，清朝藏书家。
家貧无书，常向人借书，以蝇头小楷细书，三十余年寫得千餘册。李贻德赠诗：“少时森森挺玉笋，藏襁半为买书尽”之句。藏书樓號五千卷室。